# 욕망 (1975년 영화)
"욕망"은 1975년에 개봉한 대한민국의 영화이다.

## 캐스팅
- 정소녀
- 민우
- 송명은
- 남궁원
- 반효정
- 최불암
- 최남현
- 강계식
- 전숙
- 송미남
- 이예성
- 이용남
- 추봉
- 이기영
- 최석
- 신동욱
- 노사강
- 이승열
- 오희찬
- 김신명
- 김지영
- 박인숙
- 정윤희
- 노주현